# 斯坦西爾斯查普爾 (北卡羅萊納州)
斯坦西爾斯查普爾（英語：Stancils Chapel）是位於美國北卡羅萊納州約翰斯頓縣的非建制地區。

## 地理
斯坦西爾斯查普爾所處的海拔為高於海平面73米（即240英呎），而該地所採用的時區為UTC-5，即北美东部时区（EST）。同時該地設有夏令時間，為UTC-5調快一小時，即UTC-4（EDT）。